# 名鉄DB30形ディーゼル機関車
名鉄DB30形ディーゼル機関車（めいてつDB30がたディーゼルきかんしゃ）は、かつて名古屋鉄道で運用されたディーゼル機関車である．2輌（31、32）が存在した。

## 概要
1960年（昭和35年）、日本輸送機が製造した小型のディーゼル機関車である。
主に31は三河線土橋駅はトヨタ自動車土橋工場にの専用線で使用され、32は土橋工場で使用後、本社工場で使用された。車両の所有権はトヨタ自動車にあるが、車籍は名古屋鉄道に編入されていた。三河線土橋駅の専用線以外でも、日本国有鉄道（国鉄）岡多線北野桝塚駅の専用線でも使用された。
32は1975年（昭和50年）10月に、同じくトヨタ自動車本社工場で運用されていたDB12とともに廃車された。
31は1984年（昭和59年）鉄道による自動車輸送が中止された後も在籍していたが、1988年（昭和63年）に国鉄岡多線が第三セクターの愛知環状鉄道に移管されたことにより不要となり、同年12月に廃車された。